# Abu-Yaqub al-Khuraymí
Abu-Yaqub Ishaq ibn Hàssan ibn Quhí al-Khuraymí o, més senzillament, Abu-Yaqub al-Khuraymí (mort vers 821) fou un poeta àrab, originari d'una família de Sogdiana.
Va viure a Mesopotàmia, Síria i Bàssora. Fou partidari del califa al-Amín contra al-Mamun.
Va escriure gran nombre d'obres, una part de les quals s'ha perdut. També va escriure panegírics i oracions fúnebres.